# Асиенто
Асиенто (на испански: assiento – съгласие) е договор, с който в периода 1543 – 1834 година правителството на Испания предоставя права за внос на роби от Африка в испанските владения в Америка.
В частност името се отнася за британско-испанския договор от 1713 година, част от сложилия край на Войната за испанското наследство Утрехтски договор. С него британското правителство получава монопол върху търговията с роби в испанските колонии, който прехвърля на Компанията на Южните морета.